# Erik Lager (fotbollsspelare)
Erik Sigvald Lager, född 24 maj 1907 i Göteborg, död 5 september 1988 i Borås, var en svensk fotbollsspelare.
Lager representerade på klubbnivå Redbergslids IK och IF Elfsborg, och spelade mellan 1930 och 1932 sex A-landskamper (inga mål) för Sverige.